# فرانك إس. هال
فرانك إس. هال (بالإنجليزية: Frank S. Hall)‏ هو سياسي أمريكي، ولد في 1890، وتوفي في 1958.